# Montreuil
Montreuil [mɔ̃tʁœj] ist eine französische Großstadt mit 110.758 Einwohnern (Stand 1. Januar 2022) im Département Seine-Saint-Denis in der Region Île-de-France. Sie ist die zweitbevölkerungsreichste Stadt des Départements nach Saint-Denis und die fünftbevölkerungsreichste der Region. Die Einwohner werden Montreuillois genannt.

## Geographie
Die Stadt grenzt als östlicher Vorort direkt an die Stadt Paris.

## Geschichte
Die Stadt beherbergte unter den Königen Ludwig XIV. und Ludwig XV. die Murs à pêches, die „Pfirsichmauern von Montreuil“. Später hatten die Brüder Lumière und Georges Méliès ihre Werkstätten in der Altstadt von Montreuil.
Heute ist Montreuil in fünf Stadtviertel (Quartiers) aufgeteilt:
- Le bas Montreuil (die Altstadt, angrenzend an Saint-Mandé; der Flohmarkt, Marché aux puces, an Paris, Porte de Montreuil, angrenzend)
- Le Quartier de la Mairie (die Fußgängerzone, La Croix de Chavaux, das Bürgermeisteramt, die Kirche)
- La Noue (Parc des Guilands, Cité de La Noue, Robespierre, an Bagnolet angrenzend)
- Le Bel Air (Cité Jean Moulin, Parc des Beaumonts, Cité du Bel Air, Cité des Grands Pêchers)
- La Boissière (der Norden von Montreuil, an Noisy-le-Sec, Rosny-sous-Bois und Fontenay-sous-Bois angrenzend)

Montreuil ist seit Ende des 19. Jahrhunderts eine Arbeiter- und Einwanderergemeinde. Hier entwickelte Émile Reynaud das Praxinoskop, und im späten 19. Jahrhundert bis ins frühe 20. Jahrhundert war die Stadt ein bedeutender Standort der französischen Filmwirtschaft. Nicht zufällig wurde die Produktionsfirma Les Films Albatros in dem Viertel gegründet, wo die russischsprachigen Immigranten sich um 1920 angesiedelt hatten.
Die größte Gruppe der Einwanderer stellen heute neben den Migranten aus dem Maghreb diejenigen aus Subsahara-Afrika, besonders aus Mali, weshalb der Ort den Beinamen Bamako-sur-Seine trägt. Die Bausubstanz besteht heute zu 80 Prozent aus Appartementhäusern und zu 20 % aus kleineren Häusern, die meist noch aus früheren Jahrhunderten stammen, etwa ein Drittel sind Sozialwohnungen (HLM – Habitation à loyer modéré) von Ende der 1960er und Anfang der 1970er Jahre. Die HLM-Immobilien werden zurzeit durch den Bau einiger Häuser mit einer menschlicheren und weniger systematischen Architektur wiederbelebt. 5 Prozent der Gemeindefläche sind Sportplätze und Parks, 5 Prozent aufgelassene Fabriken und Werkstätten, die mittlerweile vielfach in Lofts für die massiv in die Stadt strömende neue bohème-bourgeoisie verwandelt wurden, der Ort gilt daher als Paradebeispiel für Gentrifizierungsprozesse. In Montreuil befindet sich der Hauptsitz der größten französischen Gewerkschaft CGT sowie die Frankreich- und Europa-Zentrale der globalisierungskritischen Nichtregierungsorganisation Attac. Nach Fertigstellung des Neubaus wird auch das Deutsch-Französische Jugendwerk hier seinen französischen Sitz erhalten. Außerdem findet in Montreuil alljährlich die französische Jugendbuchmesse statt.

## Bevölkerungsentwicklung
| Jahr                       | 1962   | 1968   | 1975   | 1982   | 1990   | 1999   | 2011    | 2021    |
| Einwohner                  | 92.207 | 95.698 | 96.587 | 93.368 | 94.754 | 90.674 | 103.068 | 111.455 |
| Quellen: Cassini und INSEE |        |        |        |        |        |        |         |         |

## Verwaltung

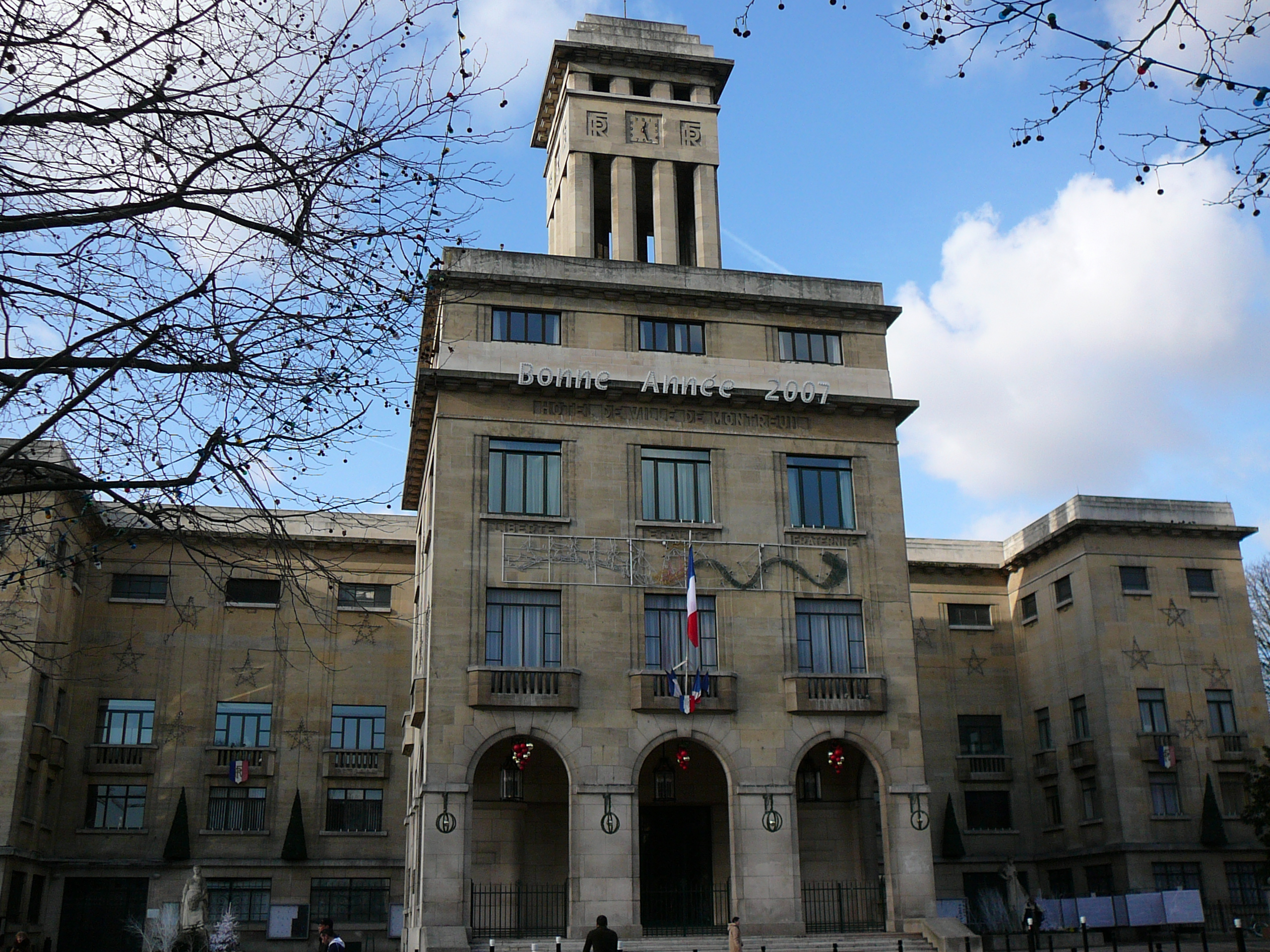
Rathaus (Hôtel de ville)

Bürgermeister von Montreuil ist seit 2014 Patrice Bessac, Mitglied der Kommunistischen Partei Frankreichs (PCF). Zuvor war von 2008 bis 2014 Dominique Voynet, Mitglied der Grünen Bürgermeisterin sowie von 1984 bis 2008 der nach seinem Austritt aus dem PCF parteilose Jean-Pierre Brard.

## Städtepartnerschaften
Montreuil unterhält Städtepartnerschaften mit
- Cottbus in Deutschland, seit 1959
- Kreis Yélimané in Mali, seit 1985
- Bistrița in Rumänien, seit 1993

## Sehenswürdigkeiten

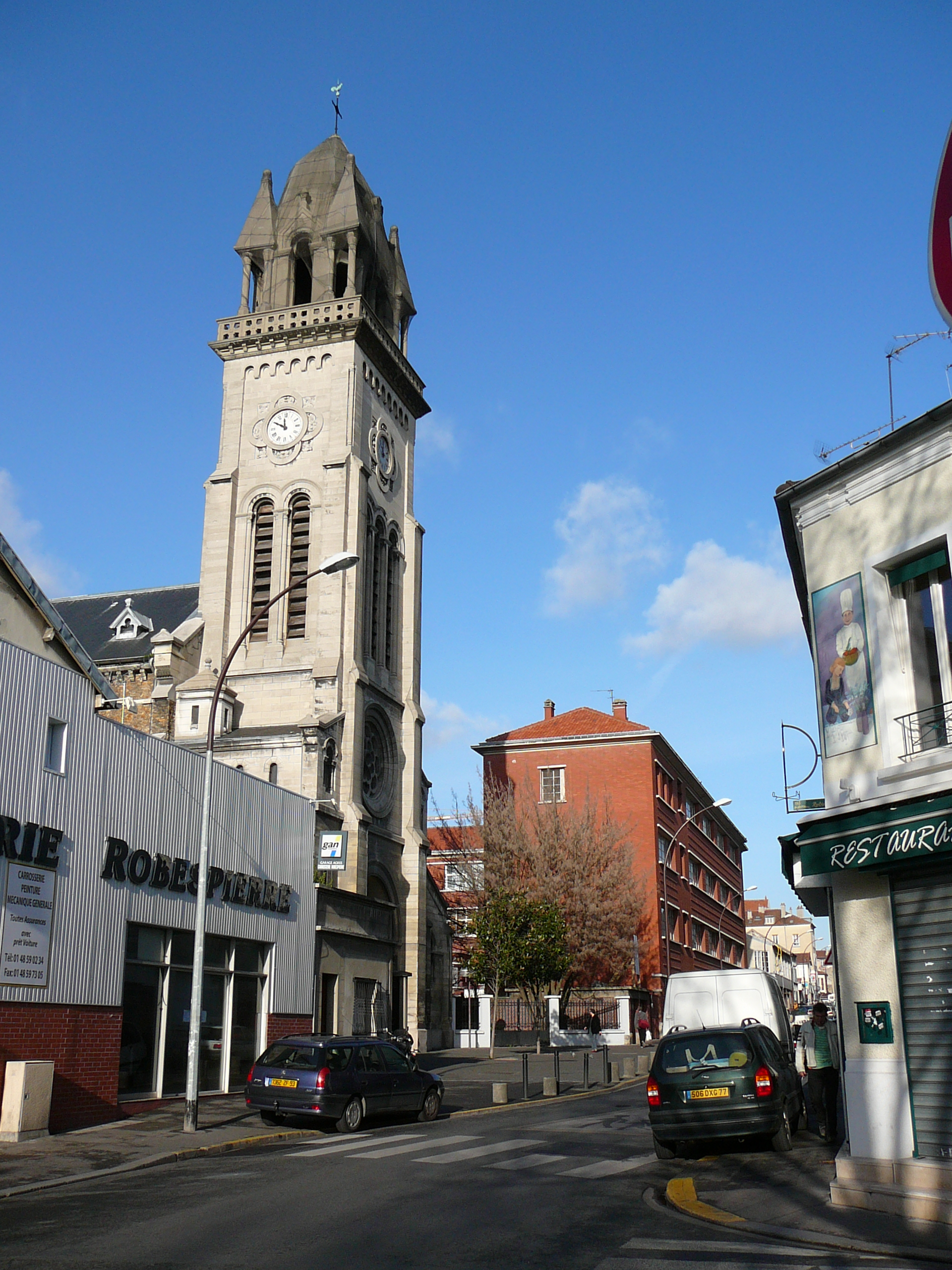
Kirche Saint-André
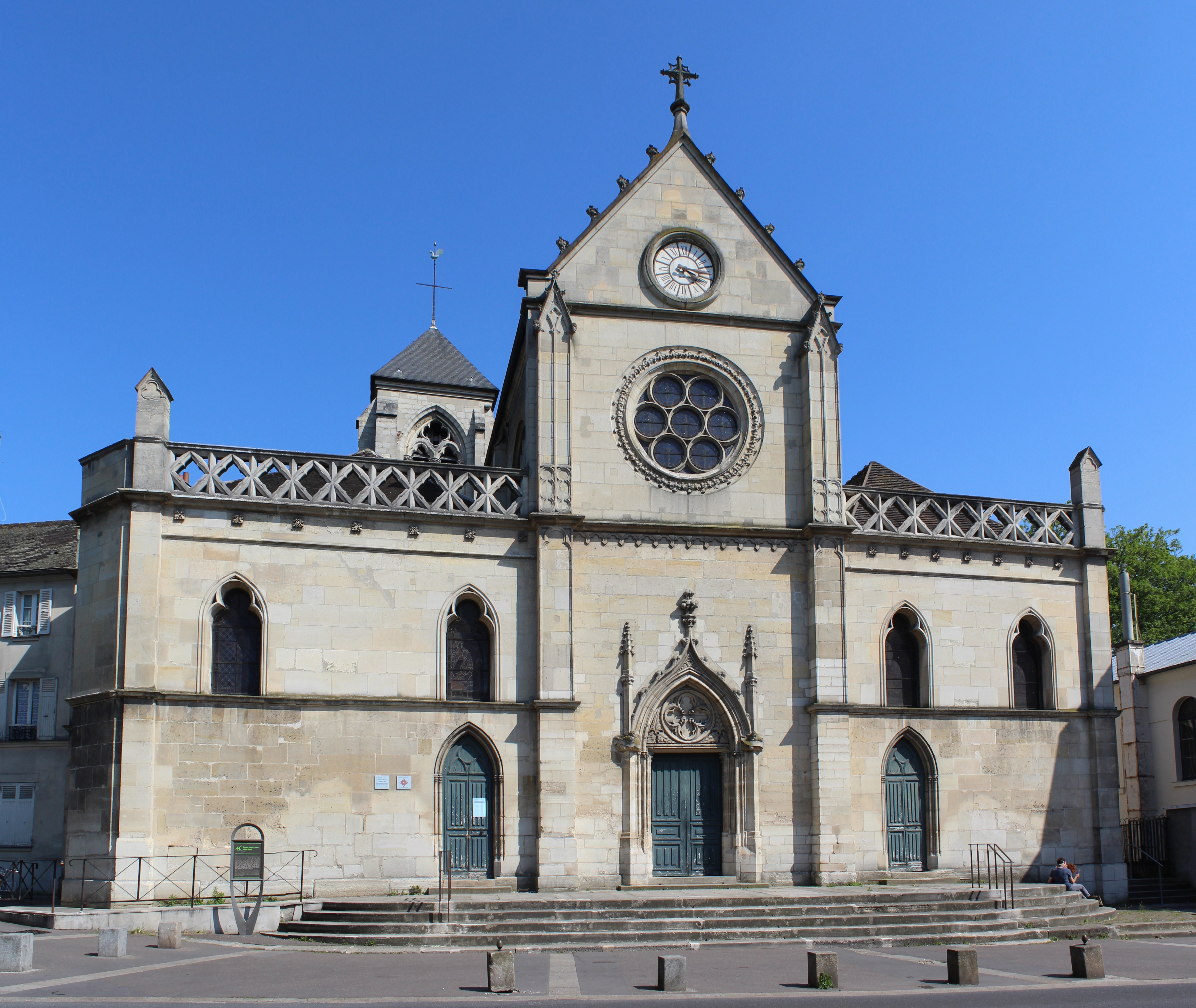
Kirche St. Peter und Paul
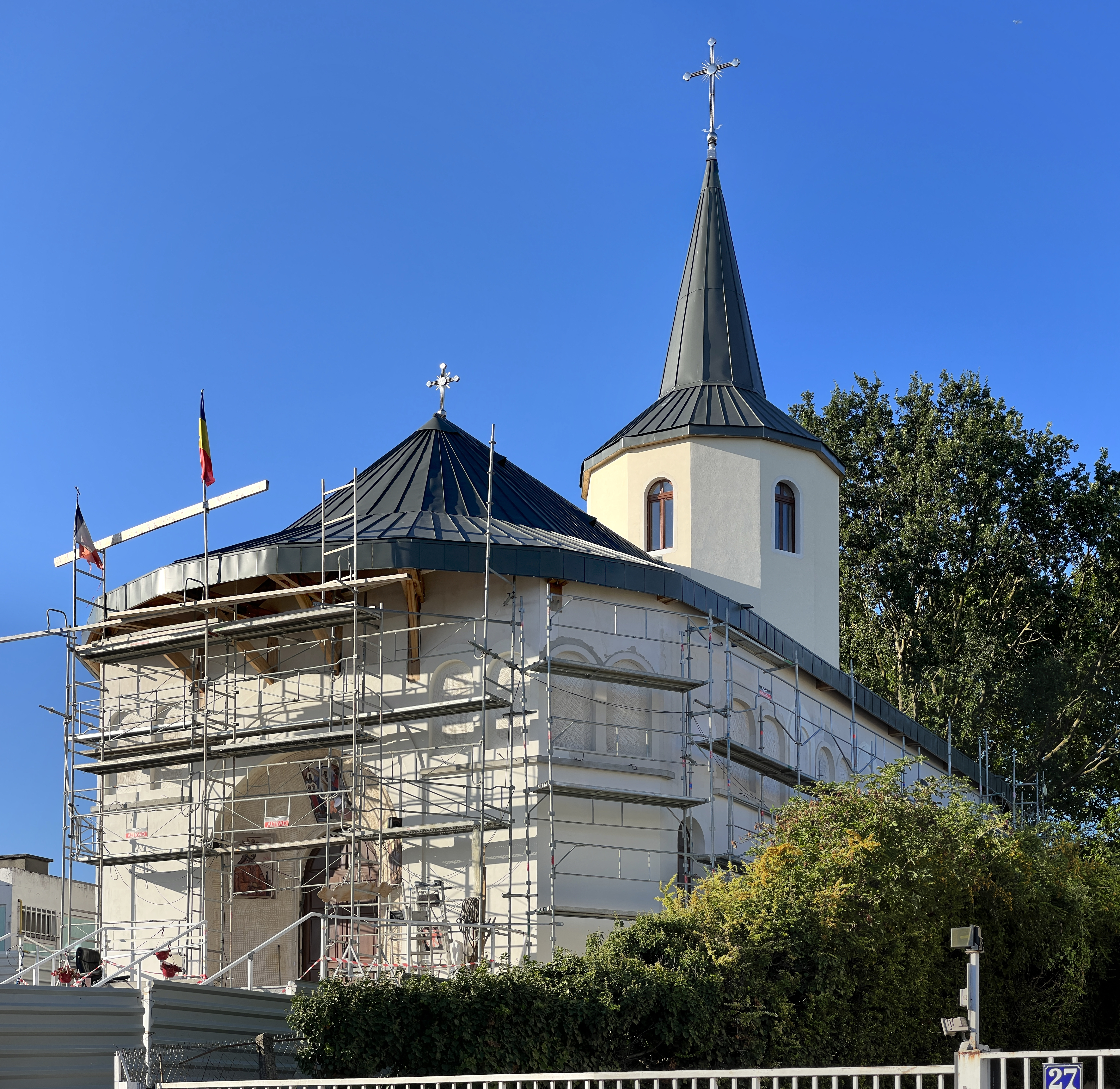
Kirche Saint-Étienne-le-Grand

## Persönlichkeiten

### Söhne und Töchter der Stadt
- Alexis Lepère der Ältere (1799–1883), Obstzüchter
- Alexis Lepère der Jüngere († 1896), Obstzüchter
- Émile Reynaud (1844–1918), Fotograf
- Madeleine de Valmalète (1899–1999), Pianistin und Musikpädagogin
- Jean Hémard (1914–1982), Automobilrennfahrer
- Gilbert Trigano (1920–2001), Unternehmer
- Michel Vermeulin (* 1934), Radrennfahrer
- Jean-Louis Déotte (1946–2018), Philosoph, Kunst- und Medientheoretiker
- Niels Arestrup (1949–2024), Theater- und Filmschauspieler
- Lydia Schenardi (1952–2020), Politikerin (FN)
- Evelyne Gebhardt (* 1954), deutsche Politikerin (SPD)
- Jean-Pierre Jouyet (* 1954), Funktionär
- Marie Rivière (* 1956), Schauspielerin
- Éric Zemmour (* 1958), Politikjournalist
- Thierry Tonnellier (* 1959), Mittelstreckenläufer
- Pascal Durand (* 1960), Politiker (EELV)
- Pierre Monnet (* 1963), Historiker
- Sandrine Roux (* 1966), Fußballspielerin
- Thierry Neuvic (* 1970), Theater- und Filmschauspieler
- Sébastien Foucras (* 1971), Freestyle-Skier
- Élodie Bouchez (* 1973), Filmschauspielerin
- Olivier Dacourt (* 1974), Fußballspieler
- Djamel Abdoun (* 1986), Fußballspieler
- Scott Tixier (* 1986), Jazzmusiker
- Tony Tixier (* 1986), Jazzmusiker
- Oumar Sissoko (* 1987), Fußballtorwart
- Mamadou Samassa (* 1990), Fußballtorwart
- Lionel Carole (* 1991), Fußballspieler
- Mehdi Abeid (* 1992), Fußballspieler
- Wilfried Kanga (* 1998), französisch-ivorischer Fußballspieler
- Pape Gueye (* 1999), Fußballspieler
- Sikou Niakaté (* 1999), französisch-malischer Fußballspieler
- Sacha Boey (* 2000), Fußballspieler
- Rayane Roumane (* 2000), Tennisspieler
- Rayan Aït-Nouri (* 2001), Fußballspieler
- Kenza Chapelle (* 2002), französisch-marokkanische Fußballspielerin
- Vicki Bècho (* 2003), Fußballspielerin
- Mejdi Schalck (* 2004), Sportkletterer
- Ethan Mbappé (* 2006), Fußballspieler
- Warren Zaïre-Emery (* 2006), Fußballspieler

### Personen, die vor Ort gewirkt haben oder noch wirken
- Johann Friedrich Dübner (1802–1867), deutscher Altphilologe, verbrachte seinen Lebensabend im Ort